# (445) Edna
(445) Edna est un astéroïde de la ceinture principale découvert par E. F. Coddington le 2 octobre 1899.